# Eleutherozoen
Die Eleutherozoen sind ein Unterstamm der Stachelhäuter. Sie umfassen im Wesentlichen frei bewegliche, nicht-sessile Arten. Mund und After befinden sich auf entgegengesetzten Körperseiten, der Mund zum Substrat gerichtet. Sie werden den Pelmatozoen (Pelmatozoa), bestehend aus den festsitzenden Seelilien und den frei beweglichen Haarsternen, gegenübergestellt.
Man unterscheidet in Richtung zunehmend stärker abgeleiteter Formen die folgenden Klassen:
- Seesterne (Asteroidea)
- Seeigel (Echinoidea)
- Seewalzen (Holothuroidea)
- Schlangensterne (Ophiuroidea)